# Трагедія на Київському головпоштамті (1989)

За мить після обвалу: правоохоронці, пожежники та звичайні перехожі розбирають завал

Обва́л порта́лу Ки́ївського головпошта́мту 1989 ро́ку — трагедія, що сталася 2 серпня 1989 року о 16 годині 20 хвилин у Києві на площі Жовтневої революції внаслідок обвалу колон порталу головпоштамту, що призвело до загибелі 11 людей.

## Причини

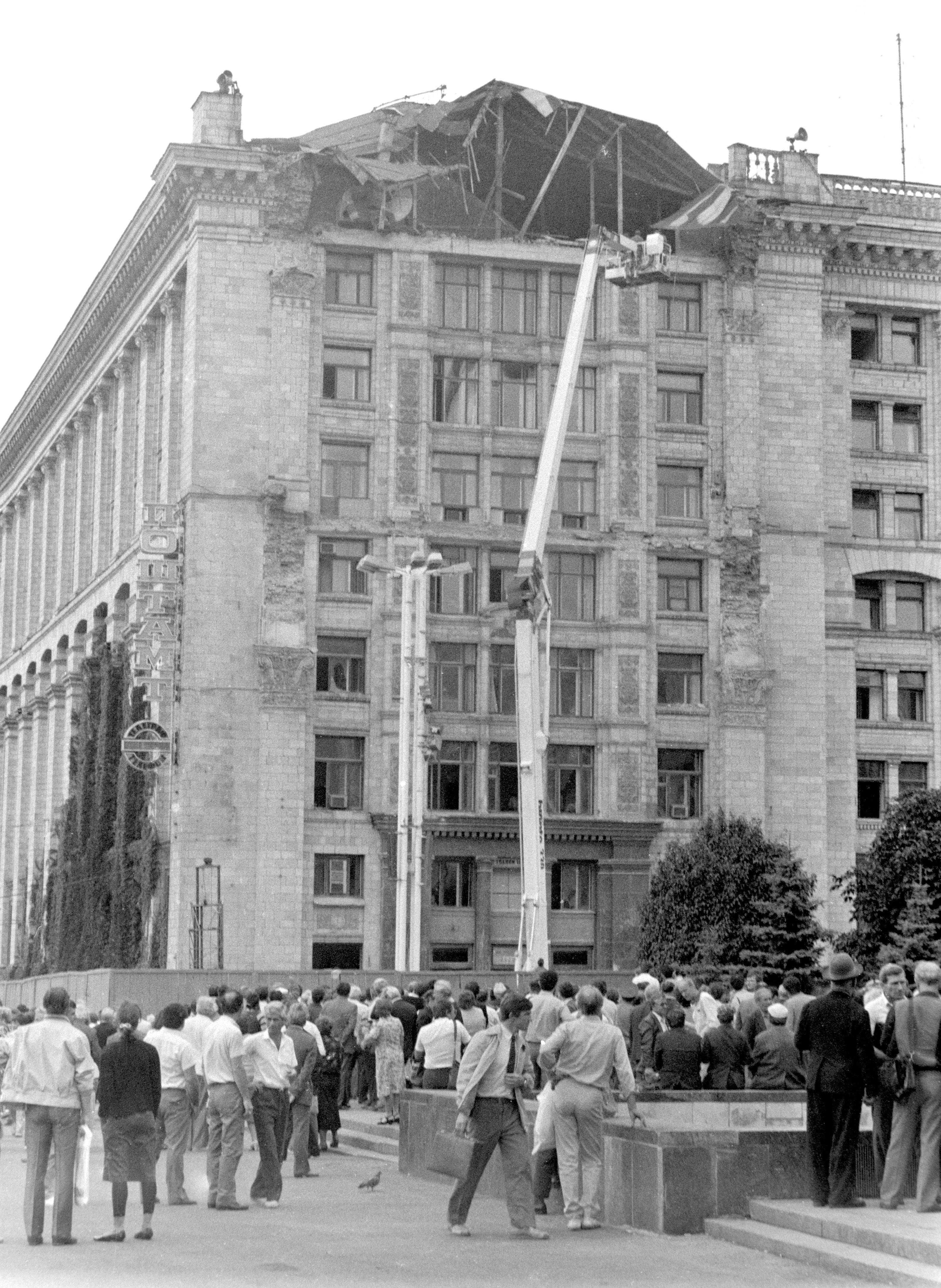
Центральний вхід Головпоштамту після обвалу колон

Головною причиною катастрофи називали ремонтні роботи на головпоштамті, у ході яких відбувся демонтаж облицювальної плитки колон, яка разом із цементним прошарком становила єдине ціле з чотирма колонами, що мали витримувати навантаження в 700 тонн. Другою ймовірною причиною трагедії називали підземні роботи під майданом у ході будівництва станції метро «Площа Жовтневої революції». Обурена громадськість контролювала й обговорювала хід розслідування трагедії. Однак влада намагалася перекласти відповідальність за обвал на неякісне будівництво сталінських часів. Проте очевидним є те, що причиною обвалу стало все-таки порушення техніки безпеки під час ремонтних робіт. Очевидці стверджували, що суттєві деформації головпоштамту можна було спостерігати ще за день до обвалу.

## Трагедія
Колони Київського головпоштамту тоді були (і залишаються досі) традиційним місцем зустрічей і побачень у Києві, тож будівельні риштування, що ними був покритий вхід до пошти, які стали можливою причиною катастрофи, водночас унеможливили набагато більшу кількість жертв, оскільки не дозволяли скупчуватись людям під колонами, шукаючи захист від дощу, який тоді йшов (під колонами був вільний лише прохід до входу — 1, на 5 метрів, решта місця було зайнято будівельними конструкціями).
Одразу після обвалу міліціонери, пожежники та звичайні перехожі (серед яких було немало десантників, що святкували того дня своє свято в центрі Києва) кинулись розбирати завал. Керував рятувальною операцією полковник міліції Володимир Шапошник. З-під завалів було витягнуто 13 тіл, двоє людей були ще живими, їх обох згодом вдалося врятувати, хоча один з них позбувся обох ніг. Серед жертв, крім п'яти киян, були також троє мешканців Сахалінської області (серед них дванадцятирічний хлопчик), двоє москвичів та один житель міста Старий Оскол. Одразу після катастрофи на площу Жовтневої революції почали стягуватись десятки тисяч киян, і згодом про те, що відбулось, уже знав весь Київ. Важливим фактором отримання повної інформації громадськістю став розпал задекларованих радянською владою часів гласності, тож майже одразу влада повідомила про трагедію та чесно назвала кількість жертв.

## Головпоштамт сьогодні

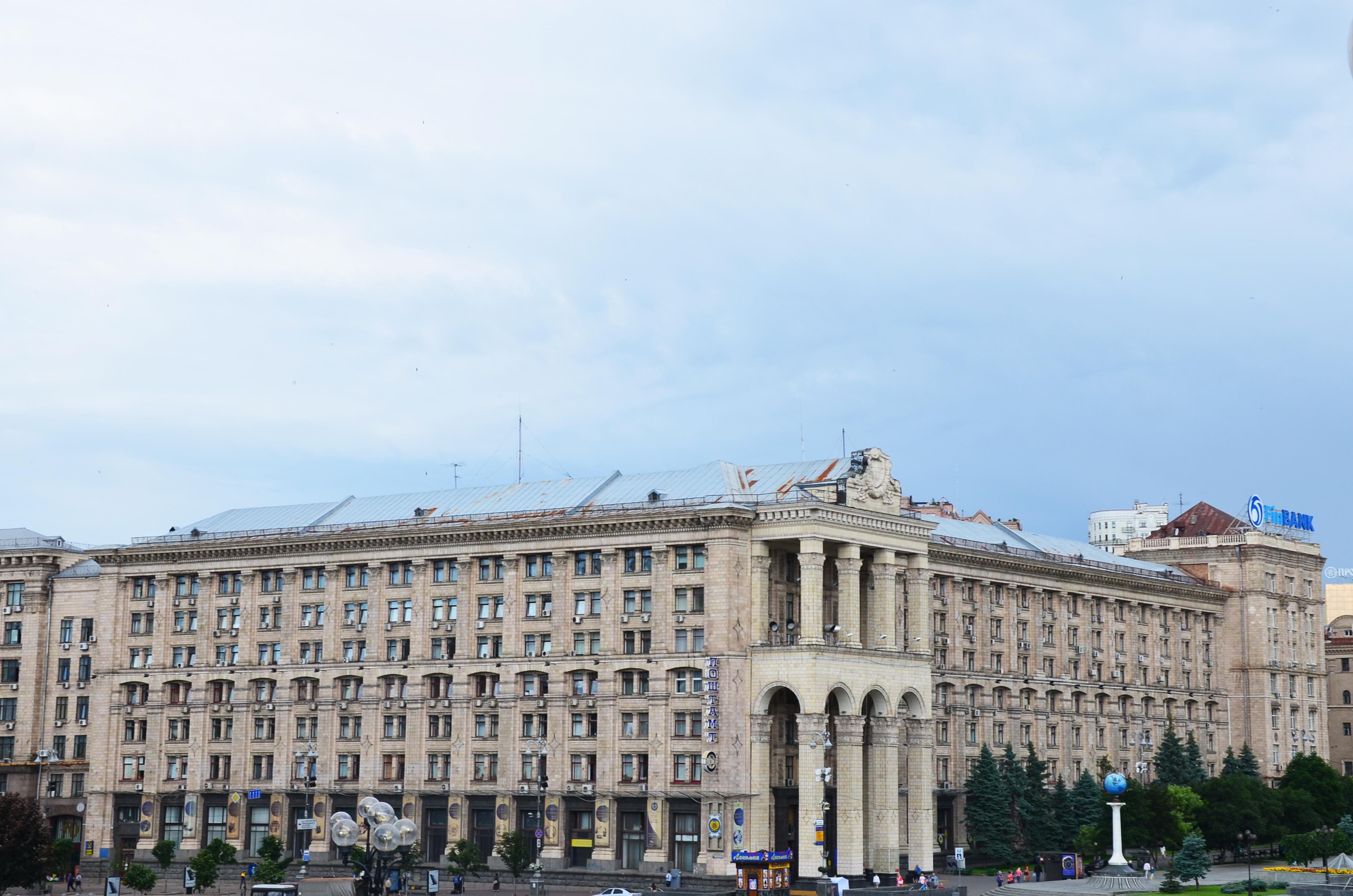
Відновлені колони порталу у наші дні. Навіть через двадцять років плитка колон ще зберігає свій набагато світліший за решту будівлі колір

Портал головпоштамту швидко відновили після трагедії, однак нова облицювальна плитка на колонах, що контрастувала своєю білизною на фоні потемнілої плитки решти будівлі, ще довго нагадувала киянам про трагедію, що сталась.